# Micah Zandee-Hart
Micah Zandee-Hart (13 de janeiro de 1997) é uma jogadora de hóquei no gelo canadense.
Durante sua temporada de caloura (2015-16) com o Cornell Big Red, ficou em terceiro lugar na pontuação da equipe enquanto liderava todos os blueliners com 18 pontos, com 17 assistências. Em 23 de novembro de 2016, ela foi convocada pela primeira vez para a equipe nacional de hóquei no gelo feminina do Canadá. Em 11 de janeiro de 2022, Zandee-Hart foi anunciada como uma das integrantes da seleção canadense nos Jogos Olímpicos de Inverno de 2022, que conquistou a medalha de ouro.